# Kamiel Reynders
Kamiel Reynders (ur. 22 lutego 1931 w Antwerpii, zm. ?) – belgijski pływak, uczestnik Letnich Igrzysk 1952 w Helsinkach.
Podczas igrzysk olimpijskich w 1952 roku wystartował w sztafecie 4 × 200 metrów stylem dowolnym. Razem z zespołem odpadli w eliminacjach z czasem 9:45,5.
Jego brat Joseph był pływakiem i piłkarzem wodnym, dwukrotnym olimpijczykiem.